# تعليم العائلة المالكة البريطانية
تغير تعليم العائلة المالكة البريطانية مع مرور الوقت، عاكسًا تغيير الأفكار حول تعليم الطبقة الأرستقراطية ودور الملكية في المملكة المتحدة. تقليديًا، كان ورثة العرش وغيرهم من الأطفال الملكيين يتعلمون تعليمًا خاصًا على يد معلمين خاصين. في عصر تيودور، أثرت أفكار عصر النهضة الإنسانية -التي أكدت على الفنون المتحررة والعلوم والكلاسيكيات- على التعليم الملكي. مثلًا كانت إليزابيث الأولى ملكة إنجلترا متعددة اللغات وكتبت عددًا من الترجمات.
لاحقًا، في العصرين الجورجي والفيكتوري، اتبع التعليم الملكي النموذج الفرنسي، فأشرف المربون على انضباط الطفل وتطوره الأخلاقي، وأدار المدرسون التعليم الأكاديمي. في العصر الحديث، كان لأعضاء بيت ويندسور درجات متفاوتة من التعليم. أول وريث للعرش البريطاني نال شهادة جامعية هو تشارلز أمير ويلز الحالي. منذ أواخر القرن العشرين، تلقى أفراد العائلة المالكة تعليمهم في المدارس العامة والجامعات والمعاهد العسكرية.

## عصرا تيودور وإليزابيث
كان للباحث إيراسموس وزملائه الإنسانيين، الذين شجعوا تعليم العلوم والفنون المتحررة على التدريب العسكري للأمراء، تأثيرٌ على المناهج الدراسية التي درسها أطفال هنري الثامن، ثم أمراء ستيوارت لاحقًا.
أنشأ هنري الثامن مدرسة قصر النخبة لابنه الأمير إدوارد، واختار أربعة عشر من أبناء الأرستقراطيين البارزين ليتلقوا تعليمهم إلى جانبه. كتبت كاتبة السيرة الذاتية أليسون وير: «كان الرجال الذين منحوا مسؤولية تعليم الأمير من بين أمهر العلماء في عصرهم».  درّس إدوارد الدكتور ريتشارد كوكس، وهو رجل دين أصبح فيما بعد عميد كلية إيتون وأسقف إيلي، بالإضافة إلى جون تشيك، أول أستاذ لغة يونانية في جامعة كامبريدج. كانت إليزابيث الأولى متعلمة جيدًا، فتلقت الدروس إلى جانب شقيقها إدوارد، ثم درّسها لاحقًا ويليام غريندال وروجر أشام. كانت إليزابيث بارعة في الفرنسية والإيطالية واللاتينية، واستخدمت مهاراتها في اللغات الأجنبية للتفاعل مع الدبلوماسيين الأجانب وإنشاء «مجموعة كبيرة من الترجمات» على مدار حياتها. عملت باتيستا كاستيغليوني كمدرسة رسمية لإليزابيث باللغة الإيطالية.
كتبت المؤرخة عائشة بولنيتز: «بينما لم يتمكن إيراسموس أبدًا من ردع الأولاد الملكيين الإنجليز أو الاسكتلنديين عن التدريب العسكري، فقد نجح في قلب الموازين لصالح الحروف: بين عام 1534 في إنجلترا وعام 1566 في اسكتلندا واندلاع حروب الأساقفة في عام 1639، أمضى الأمراء ذكورًا وإناثًا وقتًا أطول في تعلم استخدام الأقلام مقارنة بالسيوف أو البنادق». خلال هذه الفترة، «أولى الأمراء البريطانيون الكتب اهتمامًا كبيرًا» مقارنة بآل هابسبورغ الإسبان (الذين شددوا على «المهارات البيروقراطية، والتعامل مع الأسلحة، والتقوى الأرثوذكسية»). في حين أن الإناث الملكيات خلال التاريخ المبكر لبريطانيا الحديثة لم تجرِ تنشئتهن استعدادًا للحكم، وتلقين تعليمًا ليبراليًا والذي كان محدودًا مقارنة بأقاربهن الذكور، وكتبت كل من ماري الأولى، وإليزابيث الأولى، وليدي جين غراي، وماري ملكة اسكتلندا، وإليزابيث ستيوارت ملكة بوهيميا خطابات أشاد بها العلماء بشكل عام. تلقت الليدي جين غراي تعليمها على يد رجل الدين جون أيلمر، قسيس عائلتها، و«ميزت نفسها في دراستها بما يتجاوز رغبات والديها، فهما كانا مهتمين بإعدادها للحياة الأنيقة في البلاط» أكثر من اهتمامهم بالتعلم الأكاديمي الجاد.

## عصر ستيوارت
أشرف السير توماس موراي على تعليم تشارلز الأول ملك إنجلترا، الذي علم تشارلز «المواد المعتادة: الكلاسيكيات، والفرنسية، والإيطالية، والحساب، واللاهوت» وأشرف على معلمين آخرين للملك المستقبلي من بينهم تشارلز غرولت، الذي درس المبارزة، وجون بوشين (الذي درس فن الخط الجيد)، وجون نورتون (الذي أشرف على المكتبة). تلقى تعليم تشارلز «الثناء واللوم على تشكيل شخصيته وسلوكه السياسي» في الفترة التي سبقت الحرب الأهلية الإنجليزية. اعتقد صموئيل روسون غاردينر وكونراد راسل أن تشارلز لم يتعلم التعاطف أو القدرة على «تحديد الجانبين السياسي أو الديني، وهي مهارة كان يمكن أن تعلمه تقدير وجهات نظر خصومه أو على الأقل توقع حججهم والتفاوض معهم بشكل فعال».
في عام 1635 عُين بريان دوبا -عميد كنيسة المسيح وقسيس تشارلز الأول- مدرسًا لتشارلز الثاني. كان دوبا ملائمًا تمامًا لهذا المنصب وكانت علاقته مع تشارلز وثيقة طيلة حياته. أحضروا مدرسين آخرين أيضًا من بينهم بيتر ماسونيت، الذي قام بتعليم الأمير اللاتينية والإسبانية والإيطالية والأهم الفرنسية؛ وهنري غريغوري، الذي علم الأمير الكتابة؛ وغيوم لو بيير، وهو فرنسي وظفوه عندما كان تشارلز في السادسة من عمره ليعلمه الرقص. في عام 1638 عُيِّن ويليام كافنديش، إيرل نيوكاسل، المسؤول العام عن الأمير (الذي كان يبلغ من العمر سبع سنوات آنذاك) مربيًا له.

## العصور الجورجية والفيكتورية والإدواردية
في القرن الثامن عشر، تلقى ولدا جورج الثالث -جورج الرابع وفريدريك- تعليمًا في محاكاة الأعراف الملكية الفرنسية. عُين المربي ونائبه لانضباط الطفل وأخلاقه، والمدرس ونائبه للدروس المتعلقة بالمواد الأكاديمية.
تغير دور الملكية وتصوراتها العامة بمرور الوقت، ما أثار «أسئلة مثيرة للاهتمام حول التنشئة، والإعداد المثاليين للملكية الدستورية في المستقبل، بما في ذلك التعليم الرسمي».  وخلص والتر باغوت في كتابه الدستور البريطاني إلى أن تعليم الأمير «لا يمكن إلا أن يكون تعليمًا ضعيفًا وأن الأسرة المالكة عادة ما تكون أقل قدرة من الأسر الأخرى».
قيّم المؤرخون «مدى نجاح التعليم الملكي في إعداد الملوك لدورهم السياسي والشرفي» في المجتمع البريطاني. صنف بيتر غوردن ودينس لاتون تعليم الملكة فيكتوريا بأنه جيد، «ولكن على النقيض من ذلك، لم يكن أي ملك لاحق (أو وريث حالي) قريبًا من التعليم الكافي». يجادل روس ماكيبين بأن تعليم جورج الخامس وإدوارد الثامن وجورج السادس كان «بلا هدف» و «محدودًا»، مساويًا بذلك تعليم «العلاقات العسكرية لطبقة النبلاء».
على الرغم من أن علم فراسة الدماغ فقد مصداقيته إلى حد كبير بحلول منتصف القرن التاسع عشر، لكن الملكة فيكتوريا والأمير ألبرت قيما أطفالهما من قبل طبيب فراسة الدماغ. ووصف ابنها الأكبر إدوارد السابع (الجد الأكبر للملكة إليزابيث الثانية) بأنه يمتلك جمجمة «ضعيفة وغير طبيعية».  طوال حياتها، اعتقدت فيكتوريا أن إدوارد لديه «عقل صغير، وفارغ».
التحق إدوارد لفترة وجيزة بالجامعات في إدنبرة وأكسفورد وكامبريدج، لكنه لم يتخرج من أي منها. رأى دينيس جود، أستاذ التاريخ البريطاني في جامعة لندن الحضرية، أنه «ليس هناك دليل على أن الوقت القصير الذي قضاه إدوارد في هذه الجامعات أبلى فيه بلاءً حسنًا»، وقال ويليام إيوارت غلادستون عن الملك إنه «يعرف كل شيء باستثناء ما هو موجود في الكتب». قال جون نيل دالتون، أحد معلمي إدوارد، إن الملك المستقبلي كان يعاني من «ضعف في المخ، وسبب هذا الضعف انعدام قدرته لفهم أي شيء تقريبًا أمامه»؛ وأكد مدرس آخر، جاي. كي. ستيفن، أنه لا فائدة من التحاق إدوارد بالجامعة على الإطلاق لأنه لم يكن قادرًا على فهم الكلمات التي كان يقرأها. مًنح درجة الدكتواره في القانون الفخرية «تقديرًا لميلاده، بدلًا من ذكائه». حتى عندما كان طفلًا، لاحظت مربية إدوارد السابع أنه يتعلم من الناس أكثر من الكتب، وكان لديه مواهب اجتماعية رائعة؛ ويُعتقد أن شعبيته ساعدت المملكة المتحدة على إنشاء تحالفات في أوروبا في أوائل القرن العشرين.
التحق نجل فيكتوريا الأصغر، الأمير ليوبولد، دوق ألباني، بكنيسة المسيح في أكسفورد في نوفمبر 1872. شُخصت إصابته بمرض الهيموفيليا نحو عام 1859، بعد أن ظهرت عليه الأعراض منذ الصغر. حاولت الأسرة اتخاذ تدابير لحماية صحة ليوبولد خلال فترة شبابه، إذ لم يكن المرض مفهومًا جيدًا في ذلك الوقت. درس العلوم والفنون واللغات الحديثة في أكسفورد لكنه لم يحصل على شهادة جامعية، وحصل على الدكتوراه الفخرية من جامعة أكسفورد عام 1876. يُعتقد أيضًا أنه كان يعاني من الصرع، وتوفي شابًا في عام 1884.
التحق جورج السادس بالكلية البحرية الملكية في أوزبورن، التي كانت آنذاك منشأة تدريب للضباط المبتدئين من الطلاب في سن المدرسة الثانوية؛ وكان في المرتبة الأخيرة. درس جورج لمدة عام في جامعة كامبريدج، لكنه لم يكمل درجة البكالوريوس.